# Kabinett Draghi
Das Kabinett Draghi bildete vom 13. Februar 2021 bis 22. Oktober 2022 die Regierung Italiens. Es löste das Kabinett Conte II ab. Die Regierung war ab dem 21. Juli 2022 nur noch geschäftsführend im Amt.

## Regierungsparteien
Die Regierung wird aus den folgenden Parteien gebildet:

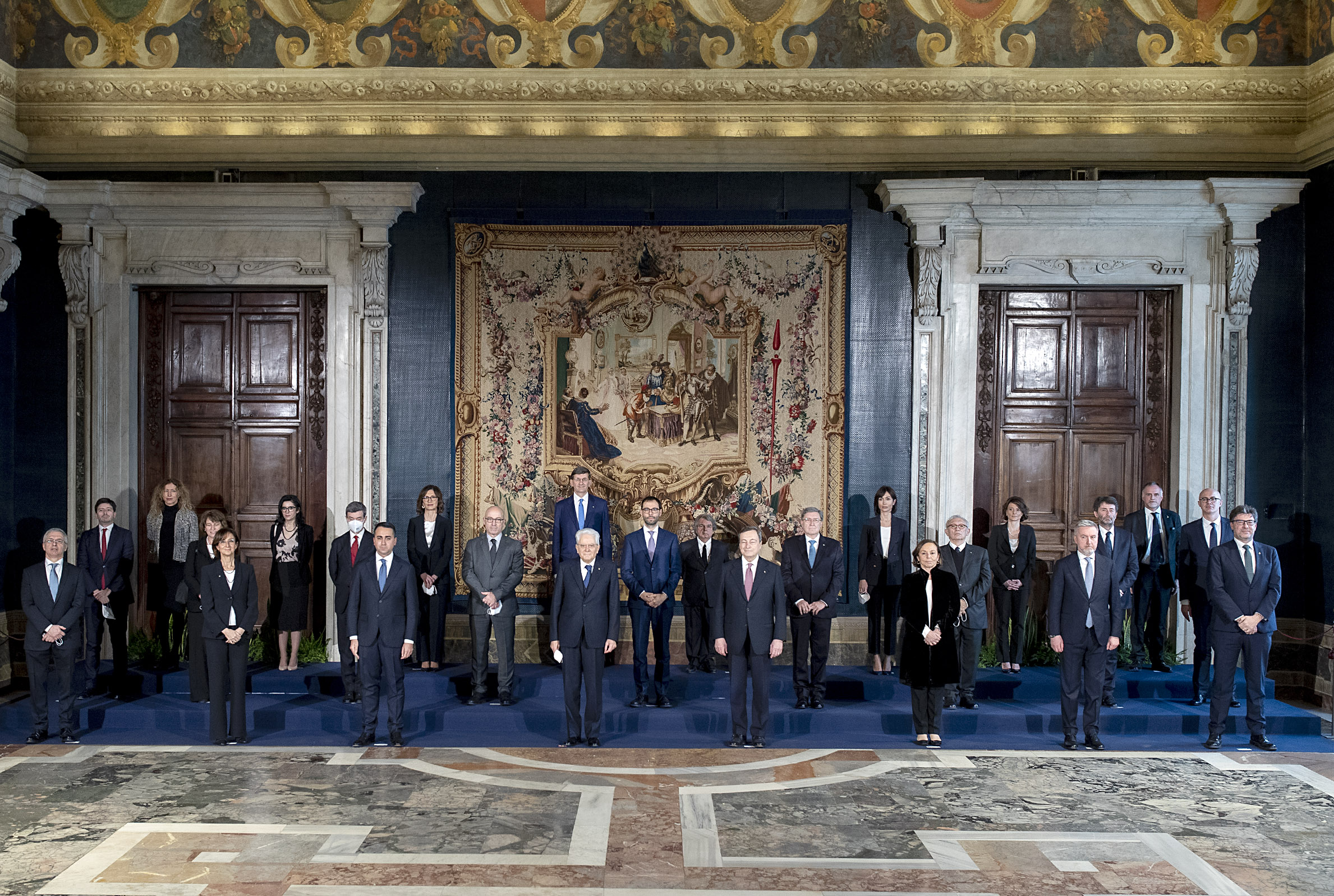
Kabinett Draghi mit Staatspräsident Mattarella am 13. Februar 2021 im Quirinalspalast

| Partei                          | Partei                                                | Parteivorsitzende/-r                     | Politische Ausrichtung                                                                                 | Europäische Partei/Fraktion |
| ------------------------------- | ----------------------------------------------------- | ---------------------------------------- | --- | --------------------------- |
|                                 | Movimento 5 Stelle (M5S) Fünf-Sterne-Bewegung         | Vito Crimi (kommissarisch) bis Juli 2021 | Populismus, Moderate EU-Skepsis, Antikorruption, E-Demokratie, Ökologie, Wachstumsrücknahme            | –/fraktionslos              |
| Giuseppe Conte seit August 2021 | Movimento 5 Stelle (M5S) Fünf-Sterne-Bewegung         |                                          | Populismus, Moderate EU-Skepsis, Antikorruption, E-Demokratie, Ökologie, Wachstumsrücknahme            | –/fraktionslos              |
|                                 | Partito Democratico (PD) Demokratische Partei         | Nicola Zingaretti bis März 2021          | Sozialdemokratie, Progressivismus, Linksliberalismus, Pro-Europäische Politik, Christliche Soziallehre | SPE/S&D                     |
| Enrico Letta seit März 2021     | Partito Democratico (PD) Demokratische Partei         |                                          | Sozialdemokratie, Progressivismus, Linksliberalismus, Pro-Europäische Politik, Christliche Soziallehre | SPE/S&D                     |
|                                 | Italia Viva (IV) Lebendiges Italien                   | Matteo Renzi                             | Liberalismus, Sozialliberalismus, Pro-Europäische Politik                                              | –/RE                        |
|                                 | Articolo 1 (Art. 1) Artikel 1                         | Roberto Speranza                         | Sozialdemokratie, Demokratischer Sozialismus, Ökologie                                                 | –/–                         |
|                                 | Lega Liga                                             | Matteo Salvini                           | Rechtspopulismus, Nationalismus, Anti-Globalisierungs-Politik                                          | ID/ID                       |
|                                 | Forza Italia (FI) Vorwärts Italien                    | Silvio Berlusconi                        | Liberaler Konservatismus, Christdemokratie, Wirtschaftsliberalismus, Populismus                        | EVP/EVP                     |
|                                 | Insieme per il futuro (IPF) Gemeinsam für die Zukunft | Luigi Di Maio                            | Zentrismus, Pro-Europäische Politik                                                                    | –/–                         |
|                                 | Azione (AZ) Aktion                                    | Carlo Calenda                            | Liberalismus, Sozialliberalismus, Pro-Europäische Politik                                              | –/RE                        |

## Kabinettsmitglieder

### Regierungschef
| Amt oder Ressort           | Bild | Name         | Partei | Partei    |
| -------------------------- | ---- | ------------ | ------ | --------- |
| Präsident des Ministerrats |      | Mario Draghi |        | parteilos |

### Stabschef
| Amt oder Ressort          | Bild | Name             | Partei | Partei    |
| ------------------------- | ---- | ---------------- | ------ | --------- |
| Sekretär des Ministerrats |      | Roberto Garofoli |        | parteilos |

### Minister

#### Mit Geschäftsbereich
| Amt oder Ressort                              | Bild | Name                 | Partei    | Partei                  |
| --------------------------------------------- | ---- | -------------------- | --------- | ----------------------- |
| Auswärtiges und internationale Zusammenarbeit |      | Luigi Di Maio        |           | IPF (bis Juni 2022 M5S) |
| Inneres                                       |      | Luciana Lamorgese    |           | parteilos               |
| Justiz                                        |      | Marta Cartabia       | parteilos |                         |
| Verteidigung                                  |      | Lorenzo Guerini      |           | PD                      |
| Wirtschaft und Finanzen                       |      | Daniele Franco       |           | parteilos               |
| Wirtschaftliche Entwicklung                   |      | Giancarlo Giorgetti  |           | Lega                    |
| Landwirtschaft, Ernährung und Forstwirtschaft |      | Stefano Patuanelli   |           | M5S                     |
| Ökologischer Übergang                         |      | Roberto Cingolani    |           | parteilos               |
| Infrastruktur und Verkehr                     |      | Enrico Giovannini    | parteilos |                         |
| Arbeit und Sozialpolitik                      |      | Andrea Orlando       |           | PD                      |
| Unterricht                                    |      | Patrizio Bianchi     |           | parteilos               |
| Universitäten und Forschung                   |      | Maria Cristina Messa | parteilos |                         |
| Kultur                                        |      | Dario Franceschini   |           | PD                      |
| Gesundheit                                    |      | Roberto Speranza     |           | Art. 1                  |
| Tourismus                                     |      | Massimo Garavaglia   |           | Lega                    |

#### Ohne Geschäftsbereich
| Amt oder Ressort                              | Bild | Name                | Partei                       | Partei                        |
| --------------------------------------------- | ---- | ------------------- | ---------------------------- | ----------------------------- |
| Beziehungen zum Parlament                     |      | Federico D’Incà     |                              | parteilos (bis Juli 2022 M5S) |
| Öffentliche Verwaltung                        |      | Renato Brunetta     | parteilos (bis Juli 2022 FI) |                               |
| Regionale Angelegenheiten                     |      | Mariastella Gelmini | AZ (bis Juli 2022 FI)        |                               |
| Süditalien und territorialer Zusammenhalt     |      | Mara Carfagna       | AZ (bis Juli 2022 FI)        |                               |
| Chancengleichheit und Familie                 |      | Elena Bonetti       |                              | IV                            |
| Jugend                                        |      | Fabiana Dadone      |                              | M5S                           |
| Technologische Innovation und Digitalisierung |      | Vittorio Colao      |                              | parteilos                     |
| Behinderungen                                 |      | Erika Stefani       |                              | Lega                          |

### Vizeminister
| Amt oder Ressort                              | Bild | Name                     | Partei |
| --------------------------------------------- | ---- | ------------------------ | ------ |
| Auswärtiges und internationale Zusammenarbeit |      | Marina Sereni            | PD     |
| Wirtschaft und Finanzen                       |      | Laura Castelli           | IPF    |
| Wirtschaftliche Entwicklung                   |      | Gilberto Pichetto Fratin | FI     |
| Wirtschaftliche Entwicklung                   |      | Alessandra Todde         | M5S    |
| Infrastruktur und Verkehr                     |      | Teresa Bellanova         | IV     |
| Infrastruktur und Verkehr                     |      | Alessandro Morelli       | Lega   |

### Staatssekretäre
| Amt oder Ressort                                                                                         | Bild | Name                                 | Partei                       |
| --- | ---- | ------------------------------------ | ---------------------------- |
| Europäische Angelegenheiten (beim Ministerpräsidenten)                                                   |      | Vincenzo Amendola                    | PD                           |
| Information und Veröffentlichungen (beim Ministerpräsidenten)                                            |      | Giuseppe Moles                       | FI                           |
| Wirtschaftsplanung und -koordination Luft- und Raumfahrt (bis 5. August 2021) (beim Ministerpräsidenten) |      | Bruno Tabacci                        | CD                           |
| Sicherheit (beim Ministerpräsidenten)                                                                    |      | Franco Gabrielli                     | parteilos                    |
| Sport (beim Ministerpräsidenten)                                                                         |      | Valentina Vezzali (ab 16. März 2021) | FI (bis Juli 2022 parteilos) |

## Veränderungen
Am 22. Juni 2022 gab Außenminister Luigi di Maio seinen Austritt aus der 5-Sterne-Bewegung bekannt. Ausschlaggebend für die Entscheidung waren Diskussionen in der 5-Sterne-Bewegung über weitere italienische Waffenlieferungen an die Ukraine im Zusammenhang mit dem Ukrainekonflikt. Im Gegensatz zum Vorsitzenden der Bewegung, Giuseppe Conte, der weitere Lieferungen ablehnte, machte sich Di Maio im Einklang mit der Regierung für weitere Waffenlieferungen stark. Der Entscheidung Di Maios schlossen sich weitere 50 Abgeordnete und 11 Senatoren der 5-Sterne-Bewegung an. Di Maio kündigte an, die ausgetretenen Abgeordneten und Senatoren in einer neuen unabhängigen politischen Gruppierung mit Namen Insieme per il futuro (dt. Gemeinsam für die Zukunft) sammeln zu wollen. Mit dem Austritt gab die 5-Sterne-Bewegung den Status als stärkste Fraktion in der Abgeordnetenkammer und im Senat an die Lega ab.